# Narcetes stomias
Narcetes stomias är en fiskart som först beskrevs av Gilbert, 1890.  Narcetes stomias ingår i släktet Narcetes och familjen Alepocephalidae. Inga underarter finns listade i Catalogue of Life.